# Mothers' Instinct
Pour plus de détails, voir Fiche technique et Distribution.
Mothers' Instinct est un film américain réalisé par Benoît Delhomme et sorti en 2024.
Ce thriller psychologique, mettant en vedette Jessica Chastain, Anne Hathaway, Josh Charles et Anders Danielsen Lie, marque les débuts de Benoît Delhomme en tant que réalisateur.
Il s'agit d'un remake du film franco-belge Duelles (2018) d'Olivier Masset-Depasse, lui-même une adapté du roman Derrière la haine (2012) de Barbara Abel.

## Synopsis
Dans la banlieue américaine des années 1960, Alice et Céline sont deux mères de fils du même âge et habitent des maisons voisines. Alice organise une fête surprise pour l'anniversaire de Céline, au cours de laquelle les tensions entre Alice et son mari Simon se manifestent. Le lendemain, Max, le fils de Céline, reste à la maison malade à cause de l'école. Alice le remarque en train d'essayer de construire un nichoir qui lui a été offert en cadeau sur un balcon et dans une position précaire. Elle tente d'alerter Céline du danger, mais les deux sont incapables d'agir assez rapidement et Max tombe du balcon et meurt.

## Fiche technique
- Titre original : Mothers' Instinct
- Réalisation : Benoît Delhomme
- Scénario : Sarah Conradt, d'après le roman Derrière la haine de Barbara Abel
- Musique : Anne Nikitin
- Photographie : Benoît Delhomme
- Montage : Juliette Welfling
- Production : Jacques-Henri Bronckart, Kelly Carmichael, Jessica Chastain, Anne Hathaway
- Sociétés de production : Anton, Freckle Films, Mosaic et Versus Production
- Distribution :
- Direction artistique : Ernesto Solo
- Pays de production : États-Unis
- Langue originale : anglais
- Format : couleur
- Genre : thriller psychologique
- Durée : 94 minutes
- Dates de sortie :
  - Argentine : 11 janvier 2024
  - France : 7 avril 2024 (Amazon Prime Vidéo)
  - Belgique : 1er mai 2024

## Distribution
- Jessica Chastain (VF : Rafaèle Moutier) : Alice
- Anne Hathaway (VF : Caroline Victoria) : Céline
- Josh Charles (VF : Pierre Tessier) : Damien
- Anders Danielsen Lie (VF : Julien Allouf) : Simon
- Eamon O'Connell (VF : Clara Soares) : Theo
- Caroline Lagerfelt (VF : Françoise Pavy) : Mamie Jean
- Baylen D. Bielitz (VF : Aurore Saint-Martin) : Max

 Source et légende : version française (VF) sur RS Doublage

## Production

### Genèse et développement
En octobre 2020, il a été rapporté qu'Olivier Masset-Depasse a été embauché pour réaliser le film avec Jessica Chastain et Anne Hathaway dans les rôles principaux, avec la société de production de Jessica Chastain, Freckle Films, prête à le produire. En juin 2022, Benoît Delhomme remplace finalement Olivier Masset-Depasse comme réalisation, après un départ en raison d'un « engagement familial ». Josh Charles et Anders Danielsen Lie sont alors ajoutés à la distribution. Le film marque les débuts de Benoît Delhomme — auparavant directeur de la photographie — en tant que réalisateur.

### Tournage
Le tournage principal débute le 25 mai 2022 dans le comté d'Union dans le New Jersey.

## Distinctions
- 2022 : Mill Valley Film Festival : Variety Screenwriters to Watch pour Sarah Conradt[6]